# 甲子園の名がつく高校生大会一覧
甲子園の名がつく高校生大会一覧（こうしえんのながつくこうこうせいたいかいいちらん）とは、高校生大会の通称に「甲子園」の名前が用いられているものを集めた一覧である。阪神甲子園球場で行われる高校野球の各全国大会の通称である「甲子園」になぞらえて、各種スポーツや文化系クラブ（部活動など）の高校全国大会の通称に用いられている。高校のクラブ活動の全国大会という位置づけのものが多いが、単に高校生を対象とするイベントであるだけのものもある。1990年にテレビ番組の企画として開催されたダンス甲子園を皮切りに、同種の正式名称を持つイベントが増加したが、これらの大会には特に横のつながりは無い。

## 一覧
高校野球の参考：日本の高校野球

### 高校野球（硬式）
| 名称       | 正式名称                   | 主催                             | 後援       | 開始年 |
| ---------- | -------------------------- | -------------------------------- | ---------- | ------ |
| 夏の甲子園 | 全国高等学校野球選手権大会 | 朝日新聞社、日本高等学校野球連盟 | 毎日新聞社 | 1915年 |
| 春の甲子園 | 選抜高等学校野球大会       | 毎日新聞社、日本高等学校野球連盟 | 朝日新聞社 | 1924年 |

### その他スポーツ
| 名称             | 正式名称                               | 主催                                          | 開始年 | 備考  |
| ---------------- | -------------------------------------- | --------------------------------------------- | ------ | ----- |
| カーリング甲子園 | 全国高等学校カーリング選手権大会       | 日本カーリング協会 青森市                     | 2006年 |       |
| 海の甲子園       | ユースセーリングカップ                 | 兵庫県セーリング連盟 セーリングスピリッツ協会 | 2009年 | [ 1 ] |
| 緑の甲子園       | 全国高等学校ゴルフ選手権大会（団体戦） | 日本高等学校・中学校ゴルフ連盟                | 1957年 | [ 2 ] |
| K-1甲子園        | 全国高校K-1選手権                      | 全国高校K-1選手権実行委員会                   | 2007年 | [ 3 ] |

### その他の大会
| 名称                         | 正式名称                                                                  | 主催                                                                            | 開始年   | 備考                      |
| ---------------------------- | ------------------------------------------------------------------------- | ------------------------------------------------------------------------------- | -------- | ------------------------- |
| IT・簿記の甲子園             | 全国高等学校IT・簿記選手権大会                                            | 学校法人立志舎                                                                  | 1981年   |                           |
| 商い甲子園                   | 全国高等学校商い選手権大会                                                | 高知県安芸市・安芸本町商店街振興組合内 全国「商い甲子園」実行委員会             | 2008年   |                           |
| アニメ甲子園                 | 高校生アニメフェア                                                        | NPO法人学校マルチメディアネットワーク支援センター                               | 2007年   | [ 5 ]                     |
| アプリ甲子園                 | アプリ甲子園                                                              | 株式会社D2C                                                                     | 2011年   | [ 6 ]                     |
| 生け花甲子園                 | Ikenobo花の甲子園                                                         | 財団法人池坊華道会                                                              | 2009年   |                           |
| 囲碁の甲子園                 | 全国高校囲碁選手権大会                                                    | 日本棋院、全国高等学校囲碁連盟 全国高等学校文化連盟                             | 1977年   |                           |
| 田舎力甲子園                 | 地域活性化策コンテスト田舎力甲子園 i-1 Grand Prix of High School Students | 福知山公立大学「田舎力甲子園」実行委員会                                        | 2013年   |                           |
| ウィンドウディスプレイ甲子園 | 有田ウィンドウディスプレイ甲子園                                          | 一般社団法人有田観光協会                                                        | 2005年   |                           |
| 宇宙甲子園                   | 缶サット甲子園                                                            | 「理数が楽しくなる教育」実行委員会                                              | 2008年   | [ 7 ]                     |
| 宇宙甲子園                   | ロケット甲子園                                                            | NPO法人日本モデルロケット協会                                                   | 2005年   | [ 8 ]                     |
| うまいもん甲子園             | ご当地！絶品うまいもん甲子園                                              | 農林水産省、一般社団法人全国食の甲子園協会                                      | 2012年   |                           |
| 映画甲子園                   | 高校生映画コンクール                                                      | NPO法人学校マルチメディアネットワーク支援センター                               | 2006年   | [ 9 ]                     |
| H-1甲子園                    | ハイスクールマンザイ〜H-1甲子園〜                                         | よしもとクリエイティブ・エージェンシー                                          | 2009年   | [ 10 ]                    |
| 笑顔甲子園                   | 高校生笑い日本一決定戦「笑顔甲子園 “絆”in 新居浜」                        | 愛媛県新居浜市                                                                  | 2011年   |                           |
| エッグドロップ甲子園         | エッグドロップ甲子園                                                      | NPO法人ものづくりキッズ基金                                                     | 2011年   |                           |
| M-1甲子園                    | 全国高等学校お笑い選手権「M-1甲子園」                                     | 吉本興業                                                                        | 2003年   | [ 11 ]                    |
| お米甲子園                   | 全国農業高校お米甲子園                                                    | 米・食味鑑定士協会、長野県木島平村 木島平農村交流型産業推進協議会               | 2010年   | [ 12 ]                    |
| お笑い甲子園                 | 高校生お笑い甲子園                                                        | 日本テレビ『天才・たけしの元気が出るテレビ!!』                                  | 1993年   |                           |
| 音楽甲子園                   | 高校生創作音楽コンテスト                                                  | NPO法人学校マルチメディアネットワーク支援センター                               | 2005年   | [ 13 ]                    |
| カーデザイン甲子園           | 高校生カーデザイン甲子園                                                  | 新潟国際自動車大学校                                                            | 2013年   |                           |
| 科学の甲子園                 | 科学の甲子園                                                              | 独立行政法人科学技術振興機構                                                    | 2012年   | [ 14 ]                    |
| 神楽甲子園                   | 高校生の神楽甲子園                                                        | 高校生の神楽甲子園 ひろしま安芸高田実行委員会                                   | 2011年   |                           |
| カクヨム甲子園               | カクヨム甲子園                                                            | KADOKAWA                                                                        | 2017年   |                           |
| かるた甲子園                 | 全国高等学校小倉百人一首かるた選手権大会                                  | 全日本かるた協会、全国高等学校文化連盟 天智聖徳文教財団                         | 1979年   |                           |
| カレー甲子園                 | 高校生カレー甲子園                                                        | 毎日放送『ちちんぷいぷい』                                                      | 2006年   | [ 16 ]                    |
| カレー甲子園                 | 高校生「下関」カレー甲子園                                                | 東亜大学                                                                        | 2016年   |                           |
| 観光甲子園                   | 全国高等学校グローバル観光コンテスト                                      | 一般社団法人NEXT TOURISM                                                        | 2009年   | [ 17 ]                    |
| 聞き書き甲子園               | 聞き書き甲子園                                                            | 聞き書き甲子園実行委員会                                                        | 2002年   | [ 18 ]                    |
| キャリア甲子園               | キャリア甲子園                                                            | マイナビ                                                                        | 2014年   |                           |
| クイズの甲子園               | 全国高校生金融経済クイズ選手権（エコノミクス甲子園）                      | NPO法人金融知力普及協会                                                         | 2007年   | [ 19 ]                    |
| クイズの甲子園               | 全国高等学校クイズ選手権                                                  | 日本テレビ                                                                      | 1983年   |                           |
| クイズの甲子園               | 全国高等学校総合クイズ大会（ニュース・博識甲子園）                        | 日本クイズ協会                                                                  | 2018年   |                           |
| グルメ甲子園                 | ご当地グルメ甲子園                                                        | NPO法人eワーク愛媛                                                              | 2012年   |                           |
| ケータイ甲子園               | 全国高校生ケータイ利用コンクール                                          | ケータイ甲子園実行委員会                                                        | 2010年度 | [ 20 ]                    |
| 検察官甲子園                 | 高校生検察官甲子園                                                        | 横浜地方検察庁                                                                  | 2009年   | [ 21 ]                    |
| 建築甲子園                   | 高校生の建築甲子園                                                        | 日本建築士会連合会、都道府県建築士会                                            | 2010年   |                           |
| 工芸甲子園                   | 工芸甲子園                                                                | 京都伝統工芸産業支援センター                                                    | 2009年   |                           |
| 黒板アート甲子園             | 日学・黒板アート甲子園                                                    | 日学                                                                            | 2015年   | [ 22 ]                    |
| 古民家フォト甲子園           | 古民家フォト甲子園                                                        | 古民家フォト甲子園実行委員会 古民家フォト甲子園地域実行委員会                   | 2012年   | [ 23 ]                    |
| 詩の甲子園                   | 「中野重治記念文学奨励賞」全国高校生詩のコンクール                        | 財団法人丸岡町文化振興事業団                                                    | 1989年   |                           |
| 写真甲子園                   | 全国高等学校写真選手権大会                                                | 写真甲子園実行委員会                                                            | 1994年   |                           |
| 手話パフォーマンス甲子園     | 全国高校生手話パフォーマンス甲子園                                        | 鳥取県福祉保健部障がい福祉課内 手話パフォーマンス甲子園実行委員会               | 2014年   |                           |
| 小説甲子園                   | 高校生のための小説甲子園                                                  | 集英社                                                                          | 2020年   |                           |
| 書道パフォーマンス甲子園     | 全国高校書道パフォーマンス選手権大会                                      | 書道パフォーマンス甲子園実行委員会                                              | 2008年   |                           |
| 書の甲子園                   | 国際高校生選抜書展                                                        | 毎日新聞社、財団法人毎日書道会                                                  | 1993年   | [ 25 ]                    |
| 食の甲子園                   | 食の縁結び甲子園 全国大会                                                 | 島根県教育委員会・島根県                                                        | 2016年   |                           |
| 食の甲子園                   | 食の甲子園inやまがた全国大会                                              | 食の甲子園inやまがた全国大会実行委員会                                          | 2005年   |                           |
| スイーツ甲子園               | 全国高校生スイーツ選手権大会                                              | 貝印株式会社                                                                    | 2008年   | [ 26 ]                    |
| 吹奏楽の甲子園               | 全日本吹奏楽コンクール                                                    | 社団法人全日本吹奏楽連盟、朝日新聞社                                            | 1940年   |                           |
| 吹奏楽の甲子園               | 全日本高等学校選抜吹奏楽大会                                              | 静岡県浜松市、公益財団法人浜松市文化振興財団、日本高等学校吹奏楽連盟            | 1989年   | [ 27 ]                    |
| 数学甲子園                   | 数学甲子園 全国数学選手権大会                                             | 日本数学検定協会                                                                | 2008年   |                           |
| スポGOMI甲子園               | スポGOMI甲子園                                                            | 一般社団法人ソーシャルスポーツファウンデーション、日本財団 海と日本プロジェクト | 2019年   |                           |
| 政策甲子園                   | 全国高校生政策甲子園                                                      | 公益社団法人日本青年会議所                                                      | 2023年   |                           |
| 政策甲子園                   | いわて高校生政策甲子園                                                    | 公益社団法人日本青年会議所東北地区岩手ブロック協議会                            | 2022年   |                           |
| 川柳甲子園                   | 川柳甲子園                                                                | 月刊「川柳大学」                                                                | 2000年   |                           |
| そろばん甲子園               | 全国高等学校珠算競技大会                                                  | 兵庫県小野市                                                                    | 1955年   |                           |
| 短歌甲子園                   | 全国高校生短歌大会                                                        | 全国高校生短歌大会実行委員会 岩手県盛岡市                                       | 2006年   |                           |
| 短歌甲子園                   | 牧水・短歌甲子園                                                          | 牧水・短歌甲子園実行委員会 宮崎県日向市、日向市教育委員会、日向若山牧水顕彰会   | 2011年   |                           |
| ダンス甲子園                 | 高校生制服対抗ダンス甲子園                                                | 日本テレビ『天才・たけしの元気が出るテレビ!!』                                  | 1990年   |                           |
| ダンス甲子園                 | 高校生ダンス甲子園                                                        | 日本テレビ『24時間テレビ 「愛は地球を救う」』                                   | 2006年   | [ 31 ]                    |
| ダンス甲子園                 | 日本高校ダンス部選手権                                                    | ストリートダンス協会、産経新聞社、フジテレビ                                    | 2008年   |                           |
| ディベート甲子園             | 全国中学・高校ディベート選手権                                            | 全国教室ディベート連盟、読売新聞社                                              | 1996年   |                           |
| デザイン甲子園               | 全国高等学校インテリアデザイン展                                          | 財団法人大川総合インテリア産業振興センター                                      | 1987年   | [ 32 ]                    |
| デザイン甲子園               | 毎日・DAS高校生デザイン賞                                                 | 毎日新聞社、社団法人総合デザイナー協会                                          | 1987年   |                           |
| 鉄研甲子園                   | 全国鉄道研究会対抗選手権                                                  | 日本鉄道テーマ検定実行委員会                                                    | 2012年   |                           |
| 鉄道模型の甲子園             | 全国高等学校鉄道模型コンテスト                                            | 全国高等学校鉄道模型コンテスト実行委員会                                        | 2009年   |                           |
| 豆乳レシピ甲子園             | 豆乳レシピ甲子園                                                          | 日本豆乳協会                                                                    | 2014年   |                           |
| 納豆甲子園                   | 全国高等学校納豆甲子園                                                    | 全国納豆協同組合連合会                                                          | 2017年   | [ 33 ]                    |
| ネイル甲子園                 | 全国高校生ネイル甲子園                                                    | 大阪市ECCアーティスト専門学校                                                   | 2010年度 | [ 34 ]                    |
| 年賀状甲子園                 | 年賀状甲子園                                                              | 株式会社アイデア工房 年賀状甲子園事務局                                         | 2010年   |                           |
| バイオ甲子園                 | バイオ甲子園                                                              | バイオテクノロジー推進委員会                                                    | 1992年   |                           |
| 俳句甲子園                   | 全国高校俳句選手権大会                                                    | 松山青年会議所、俳句甲子園実行委員会                                            | 1998年   | [ 35 ]                    |
| パソコン甲子園               | 全国高等学校パソコンコンクール                                            | 福島県、会津大学など                                                            | 2003年   |                           |
| はんが甲子園                 | 全国高等学校版画選手権大会                                                | 全国高等学校版画選手権大会実行委員会                                            | 2001年   | [ 36 ]                    |
| 販売甲子園                   | 熱血！高校生販売甲子園                                                    | 熱血！高校生販売甲子園実行委員会                                                | 2008年   |                           |
| ファッション甲子園           | 全国高等学校ファッションデザイン選手権大会                                | ファッション甲子園実行委員会                                                    | 2001年   |                           |
| フィッシング甲子園           | フィッシング甲子園                                                        | ダイワ精工                                                                      | 1993年   | [ 38 ]                    |
| フードデザイン甲子園         | 高校生による21世紀のフードデザインコンテスト                              | 甲子園大学                                                                      | 2007年   |                           |
| フラガールズ甲子園           | フラガールズ甲子園                                                        | 社団法人いわき青年会議所                                                        | 2011年   | [ 39 ]                    |
| プレゼン甲子園               | プレゼン甲子園                                                            | 大阪私学教育情報化研究会                                                        | 2003年   | [ 40 ]                    |
| 文芸誌甲子園                 | 富士正晴全国高等学校文芸誌賞                                              | 徳島県三好市                                                                    | 2010年   |                           |
| まんが甲子園                 | 全国高等学校漫画選手権大会〜まんが甲子園〜                                | 高知県 「あったか高知」まんがフェスティバル実行委員会 財団法人自治総合センター  | 1992年   |                           |
| 漫才台本甲子園               | 漫才台本甲子園                                                            | 関西演芸作家協会                                                                | 2009年   |                           |
| ミュージシャン甲子園         | MSM高校生ミュージシャン甲子園                                             | 名古屋スクールオブミュージック&ダンス専門学校                                   | 2015年   |                           |
| 民家の甲子園                 | 「民家の甲子園」全国高等学校対抗民家町並みフォトコンテスト                | NPO法人かがわサンサン倶楽部 民家の甲子園実行委員会                              | 2003年   | [ 41 ]                    |
| メカトロ甲子園               | メカトロ甲子園                                                            | ものづくり交流支援協会                                                          | 2004年   |                           |
| ものづくり甲子園             | 高校生ものづくりコンテスト全国大会                                        | 社団法人全国工業高等学校長協会                                                  | 2001年   | [ 42 ]                    |
| YouTube甲子園                | 全国高校生動画コンテスト                                                  | カンコーマナボネクト㈱                                                          | 2020年   | [ 43 ]                    |
| 溶接甲子園                   | 全国選抜高校生溶接技術競技会in新居浜                                      | 全国選抜高校生溶接技術競技会in新居浜実行委員会                                  | 2017年   | [ 44 ]                    |
| 楽天IT学校甲子園             | 楽天IT学校甲子園                                                          | 楽天                                                                            | 2008年   |                           |
| 和菓子甲子園                 | 全国和菓子甲子園                                                          | 全国菓子工業組合連合会青年部                                                    | 2010年   | 第3回から高校生のみが対象 |
| 和牛甲子園                   | 和牛甲子園                                                                | 全国農業協同組合連合会（JA全農）                                                | 2018年   | [ 45 ]                    |